# La Mojonera
La Mojonera – gmina w Hiszpanii, w prowincji Almería, w Andaluzji, o powierzchni 23,87 km². W 2011 roku gmina liczyła 8682 mieszkańców.